# Konstantinos Mitsotakis
Konstantinos Mitsotakis, född 18 oktober 1918 i Chania på Kreta, död 29 maj 2017 i Aten, var en grekisk politiker som var Greklands premiärminister mellan den 11 april 1990 och 13 oktober 1993.
Mitsotakis var partiledare för partiet Ny demokrati mellan 1984 och 1993. Hans son Kyriakos Mitsotakis tillträdde som premiärminister i Grekland den 8 juli 2019.